# Вультуре (гора)
Гора Вультуре (італійською: [ˈvulture] (італ. Monte Vulture)) — згаслий вулкан, розташований за 56 км на північ від міста Потенца в регіоні Базиліката (Італія). Як видатна пам'ятка,  вона дала назву регіону Вультуре, найвизнанішій виноградарській зоні Базилікати, де вирощують виноград «DOC Aglianico del Vulture».
Гора Вультуре – стратовулкан із кальдерою на вершині та кількома паразитичними конусами, які вивергали лаву та пірокластику на площі 150 км 2 . При висоті 1326 м, Вультуре є унікальним серед великих італійських вулканів завдяки своєму розташуванню на схід від Апеннінського хребта.  На вершині знаходиться кальдера, відома як Валле-дей-Грігі, точне походження якої під питанням.

## Вулканічна історія
Найдавніші виверження вулкана відбулися приблизно мільйона років тому, вибухова діяльність призвела до утворення ігнімбритів. Фаза вибухового виверження закінчилася близько 830 000 років тому, коли характер активності змінився на поєднання пірокластичних і ефузивних вивержень лави, які сформували гору і вони датуються приблизно 500 000 роками. Одне з пояснень, висунутих для Валле-дей-Грігі, полягає в тому, що вона утворилася у результаті обвалу частини гори, як це сталося під час виверження Сент-Геленс 1980 року та вулкана Унзен у 1792 році.
Остання фаза включала подальші потоки лави та збільшення лавових куполів у Валле-дей-Грігі, включаючи утворення двох кальдер. 
Остання вулканічна активність сформувала два внутрішньокальдерні маари та включала вибухові виверження багатого карбонатами туфу, причому маар Лаго-Пікколо-ді-Монтіккьо датований 0,141 млн. років  

## Інші посилання
- « Вулкан Гора Вультур, Італія ». Італійські вулкани: колиска вулканології, веб-сайт Бориса Бенке
  - Crisci G, de Fino M, La Volpe L & Rapisardi L (1983) Плейстоценові ігнімбрити Монте-Вультура (Базиліката, Південна Італія). Neues Jahrbuch füer Geologie und Paläontologie Monatshefte 12: 731–746.
- Гість JE, Duncan AM & Chester DK (1988) Вулкан Монте Вультур (Базиліката, Італія): аналіз морфології та вулканокластичних фацій. Вісник вулканології 50: 244–257.
- La Volpe L, Patella D, Rapisardi L & Tramacere A (1984) Еволюція вулкана Monte Vulture (Південна Італія): висновки на основі даних вулканологічних, геологічних і глибинних дипольних електричних зондувань. Journal of Volcanology a Geothermal Research 22: 147–162.
- La Volpe L & Principe C (1991) Коментарі до Guest et al. (1988) і відповідь Guest et al. . Вісник вулканології 53: 222–229.